# Василькова, Ирина Васильевна
Ири́на Васи́льевна Василько́ва (род. 19 октября 1949, Люберцы, Московская область) — советская и российская поэтесса.
Окончила геологический факультет МГУ (1971), Литературный институт имени Горького (1985) и Университет Российской академии образования (1996). В 1971—1990 годах работала на кафедре геохимии МГУ, с 1990 года преподаёт литературу в гимназии и руководит детской литературной студией.
Публиковала стихи в журналах «Новый мир», «Октябрь», «Знамя». С 2006 года печатает также прозу.

## Личная жизнь
Жена поэта и критика Андрея Василевского.

## Книги стихов
- Поверх лесов и вод (М., 2001)
- Белым по белому (М., 2002)
- Аква (Варна, 2002, на русском и болгарском языках)
- Террариум (М., 2004)